# Gerra aelia
Gerra aelia är en fjärilsart som beskrevs av Druce 1889. Gerra aelia ingår i släktet Gerra och familjen nattflyn. Inga underarter finns listade i Catalogue of Life.